# مارتین وایزمان
مارتین وایزمان (انگلیسی: Martin Viessmann؛ زادهٔ ۱۹۵۳) کارآفرین، سرمایه‌دار و مدیر ارشد اجرایی اهل آلمان است، که هم‌اکنون بعنوان رئیس هیئت مدیره شرکت تجهیزات صنعتی وایزمان فعالیت می‌کند.